# Kubršnica
La Kubršnica (en serbe cyrillique : Кубршница) est une rivière de Serbie. Avec une  longueur de 42 km, elle constitue le plus long affluent de la Jasenica.
Elle fait partie du bassin versant de la mer Noire. Son propre bassin couvre une superficie de 743,2 km2. La rivière n'est pas navigable.

## Parcours
La Kubršnica prend sa source au mont Venčac, dans la région de la Jasenica, une sous-région de la Šumadija (Choumadie), dans le secteur de la ville d'Aranđelovac. Autour de la source, le sol est riche en marbre et en argile. La rivière prend la direction de l'est, près de Banja, un faubourg d'Aranđelovac, et elle s'oriente vers le nord près de Topola.
Après les villages de Krćevac et de Zagorica, la Kubršnica reçoit sur sa gauche son principal affluent, le Veliki Lug, à la hauteur du village de Ratari. Elle entre ensuite dans la partie orientale du Veliko Pomoravlje et prend à nouveau la direction de l'est. Elle traverse ensuite le village de Glibovac et la ville de Smederevska Palanka, près de laquelle elle se jette dans la Jasenica.

## Particularités
La partie orientale de la vallée de la Kubršnica est une route naturelle pour la voie ferroviaire Belgrade-Niš, tandis que la route Belgrade-Kragujevac traverse la partie occidentale de la vallée.